# Manuel Gutiérrez Aragón
Manuel Gutiérrez Aragón (Torrelavega, 2 de enero de 1942) es un director de cine, guionista y escritor español, que ganó con su primera novela, La vida antes de marzo, el Premio Herralde 2009. Es miembro de número de la Real Academia de Bellas Artes de San Fernando (ingreso: 24 de febrero de 2004) y de la Real Academia Española (ingreso: 24 de enero de 2016).

## Biografía

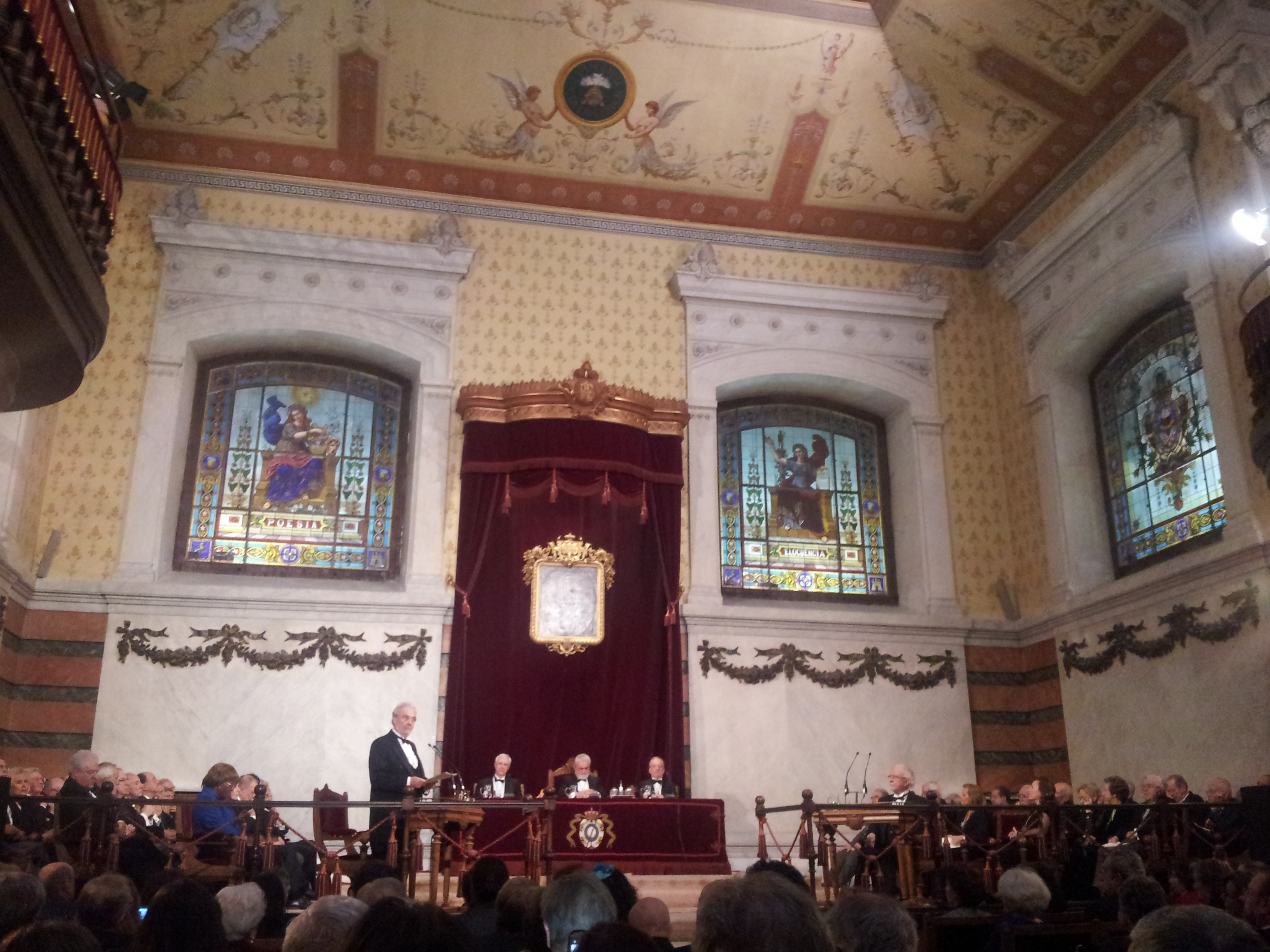
Manuel Gutiérrez Aragón lee su discurso En busca de la escritura fílmica en su recepción pública en la Real Academia Española

Llegó a Madrid a estudiar Periodismo, pero, como no había cupo, ingresó en la Escuela Oficial de Cinematografía, de la que se graduó como realizador en 1970. He aquí cómo explica Gutiérrez Aragón que se hizo cineasta «de manera accidental»: «Vine a Madrid a estudiar periodismo, pero no había plazas y me matriculé en la Escuela de Cine. Me sentía un polizón. Descubrí después que hacer películas es un tóxico, muy adictivo y podía ganar dinero más rápido que en periodismo. Aunque yo lo que quería era escribir. Comencé haciendo guiones, sin considerarlos una pieza literaria».
Tras rodar varias películas de corta duración, debuta en 1973 con el largometraje Habla, mudita, protagonizado por José Luis López Vázquez y Kiti Mánver. La película, que obtuvo el Premio de la Crítica en el Festival de Berlín, refleja el universo opuesto de un intelectual y una pequeña campesina con mentalidades completamente diferentes.
Posteriormente, colabora en los guiones de Furtivos, de José Luis Borau y Las largas vacaciones del 36, de Jaime Camino.
Su siguiente película, Camada negra, fresco salvaje sobre la pervivencia de grupos fascistas de conducta violenta en el arranque de la Transición, es oficialmente prohibida, pese a haber muerto Franco, hasta 1977. Tras ganar en Berlín el Oso de Plata a la mejor dirección, se estrena en Madrid en medio de ataques ultraderechistas.
Sería el comienzo de una fructífera colaboración entre el director y la actriz Ángela Molina, protagonista también de El corazón del bosque (1979), Demonios en el jardín (1982) y La mitad del cielo (1986), obras clave en sus carreras que componen un retrato alegórico de la España ominosa del franquismo. El productor es Luis Megino, que también colabora en los guiones.
En 1981 codirige los Cuentos para una escapada junto con Jaime Chávarri, Teo Escamilla, José Luis García Sánchez, Carles Mires, Miguel Ángel Pacheco y Gonzalo Suárez. Cuenta con Fernando Fernán Gómez en Maravillas, película sobre los descubrimientos de la adolescencia en un contexto judío, Feroz, coescrita por Elías Querejeta, y La noche más hermosa, entre otras, que le permiten colocarse a la cabeza de su generación.
En 1991 realiza para TVE la serie El Quijote de Miguel de Cervantes a partir del guion de Camilo José Cela, con Fernando Rey y Alfredo Landa en los papeles principales. Once años después rodaría en cine una nueva versión de El Quijote, esta vez encarnado por Juan Luis Galiardo.
En 1993 es elegido presidente de la Sociedad General de Autores y Editores, cargo que ocupa hasta 2001, cuando pasa a encabezar la Fundación Autor y luego el Instituto Buñuel. También preside, desde 2000, la Federación Europea de Realizadores Audiovisuales. Colabora, además, como guionista en cintas de otros directores como Jarrapellejos, de Antonio Giménez-Rico o Cuando vuelvas a mi lado, de Gracia Querejeta.
Algunas de sus películas recientes son Visionarios (2001) y La vida que te espera (2004), en las que no abandona el entorno rural y la reflexión política inherente a buena parte de su obra. En 2008 retrata el conflicto vasco cruzando las vidas de un terrorista y de un amenazado por ETA en Todos estamos invitados, a la vez que hace pública su intención de abandonar la dirección cinematográfica.
Actores de renombre como Ana Belén, Imanol Arias, Carmen Maura, Juan Diego, Emma Suárez o Marta Etura han trabajado a sus órdenes.
Autor de un cine complejo y progresivamente popular, Gutiérrez Aragón es uno de los directores más maduros y premiados de su generación. Ha rodado en múltiples ocasiones en parajes naturales de su Cantabria natal.
Aparece como actor en dos películas, Corto descafeinado (2007), de Juan Manuel Cotelo y Antonio Esteve y Contra la pared (1988), de Bernardo Fernández.
Gutiérrez Aragón ha incursionado también el teatro. Así, en 1979 dirigió la versión teatral de Peter Weiss sobre El proceso de Kafka. Escribió para el Centro Dramático Nacional Morirás de otra cosa, obra que dirigió y estrenó en el Teatro María Guerrero de la capital española (1982). También dirigió en 1998 dos óperas basadas en textos de García Lorca, que fueron representadas en el Festival de Teatro de Granada, en la Zarzuela de Madrid y en La Fenice de Venecia.
En 2009 reveló su faceta de escritor, al ganar el Premio Herralde con La vida antes de marzo. Anagrama publica en 2012 su segunda novela, Gloria mía.
El 16 de abril de 2015 fue elegido por el pleno de la Real Academia Española para ocupar la silla F, cuyo anterior ocupante fue José Luis Sampedro. Leyó su discurso de ingreso, En busca de la escritura fílmica, el 24 de enero de 2016.
Militó en el Partido Comunista de España, que abandonó después de la legalización del mismo en 1977.

## Vida privada
Está casado con Alicia Gómez-Navarro Navarrete, directora de la Residencia de Estudiantes.

## Filmografía

### Cine
| Año  | Película                           | Director                              |
| ---- | ---------------------------------- | ------------------------------------- |
| 2008 | Todos estamos invitados (DG)       | Manuel Gutiérrez Aragón               |
| 2005 | Una rosa de Francia (DG)           | Manuel Gutiérrez Aragón               |
| 2004 | La vida que te espera (DG)         | Manuel Gutiérrez Aragón               |
| 2002 | El caballero don Quijote (DG)      | Manuel Gutiérrez Aragón               |
| 2001 | Visionarios (DG)                   | Manuel Gutiérrez Aragón               |
| 1999 | Cuando vuelvas a mi lado (G)       | Gracia Querejeta                      |
| 1995 | Los baúles del retorno (G)         | María Miró                            |
| 1997 | Cosas que dejé en La Habana (DG)   | Manuel Gutiérrez Aragón               |
| 1996 | El rey del río (DG)                | Manuel Gutiérrez Aragón               |
| 1995 | Cuernos de mujer (G)               | Enrique Urbizu                        |
| 1992 | El largo invierno (G)              | Jaime Camino                          |
| 1992 | Semana Santa de Sevilla (DG)       | Manuel Gutiérrez Aragón y Juan Lebrón |
| 1991 | La noche más larga (G)             | José Luis García Sánchez              |
| 1988 | Malaventura (DG)                   | Manuel Gutiérrez Aragón               |
| 1987 | Jarrapellejos (G)                  | Antonio Giménez-Rico                  |
| 1986 | La mitad del cielo (DG)            | Manuel Gutiérrez Aragón               |
| 1984 | La noche más hermosa (DG)          | Manuel Gutiérrez Aragón               |
| 1984 | Feroz (DG)                         | Manuel Gutiérrez Aragón               |
| 1982 | Demonios en el jardín (DG)         | Manuel Gutiérrez Aragón               |
| 1981 | Cuentos para una escapada (DG)     | Manuel Gutiérrez Aragón               |
| 1980 | Maravillas (DG)                    | Manuel Gutiérrez Aragón               |
| 1979 | El corazón del bosque (DG)         | Manuel Gutiérrez Aragón               |
| 1978 | Sonámbulos (DG)                    | Manuel Gutiérrez Aragón               |
| 1977 | Camada negra (DG)                  | Manuel Gutiérrez Aragón               |
| 1976 | Las largas vacaciones del 36 (G)   | Jaime Camino                          |
| 1975 | Furtivos (G)                       | José Luis Borau                       |
| 1974 | Las truchas (G)                    | José Luis García Sánchez              |
| 1973 | Habla, mudita (DG)                 | Manuel Gutiérrez Aragón               |
| 1971 | El Cordobés (DG)                   | Manuel Gutiérrez Aragón               |
| 1970 | Cátedras ambulantes (DG)           | Manuel Gutiérrez Aragón               |
| 1969 | Jansel y Gretel (DG)               | Manuel Gutiérrez Aragón               |
| 1969 | El último día de la humanidad (DG) | Manuel Gutiérrez Aragón               |

- (DG) Director y guionista
- (G) Sólo guionista

### Televisión
| Año  | Serie                                 | Director                              |
| ---- | ------------------------------------- | ------------------------------------- |
| 2003 | Andalucía es de Cine (DG)             | Manuel Gutiérrez Aragón y Juan Lebrón |
| 1991 | El Quijote de Miguel de Cervantes (D) | Manuel Gutiérrez Aragón               |
| 1985 | Los pazos de Ulloa (G)                | Gonzalo Suárez                        |

- (D) Director
- (G) Guionista

### Película documental
| Año  | Película Documental          | Director                              |
| ---- | ---------------------------- | ------------------------------------- |
| 1992 | Semana Santa de Sevilla (DG) | Manuel Gutiérrez Aragón y Juan Lebrón |

## Premios y candidaturas
Festival Internacional de Cine de Berlín
| Año  | Categoría                         | Película      | Resultado |
| ---- | --------------------------------- | ------------- | --------- |
| 1973 | Premio de la Crítica              | Habla, mudita | Ganador   |
| 1977 | Oso de Plata a la mejor dirección | Camada negra  | Ganador   |

Festival Internacional de Cine de San Sebastián
| Año  | Categoría                         | Película              | Resultado |
| ---- | --------------------------------- | --------------------- | --------- |
| 1978 | Concha de Plata al mejor director | Sonámbulos            | Ganador   |
| 1982 | Premio de la Crítica              | Demonios en el jardín | Ganador   |
| 1986 | Concha de Oro a la mejor película | La mitad del cielo    | Ganadora  |

Premios Goya
| Año  | Categoría            | Película                 | Resultado |
| ---- | -------------------- | ------------------------ | --------- |
| 1986 | Mejor película       | La mitad del cielo       | Candidata |
| 1988 | Mejor guion adaptado | Jarrapellejos            | Ganador   |
| 1999 | Mejor guion original | Cuando vuelvas a mi lado | Candidato |
| 2002 | Mejor guion adaptado | El caballero don Quijote | Candidato |

Medallas del Círculo de Escritores Cinematográficos
| Año  | Categoría         | Película      | Resultado |
| ---- | ----------------- | ------------- | --------- |
| 1973 | Premio revelación | Habla, mudita | Ganador   |
| 1975 | Mejor guion       | Furtivos      | Ganador   |

Premios Fotogramas de Plata
| Año  | Categoría               | Película              | Resultado |
| ---- | ----------------------- | --------------------- | --------- |
| 1981 | Mejor película española | Maravillas            | Ganadora  |
| 1982 | Mejor película española | Demonios en el jardín | Ganadora  |
| 1986 | Mejor película española | La mitad del cielo    | Ganadora  |

Festival Internacional de Cine de Huesca
| Año  | Premio                  | Resultado |
| ---- | ----------------------- | --------- |
| 1998 | Premio Ciudad de Huesca | Ganador   |

Otros reconocimientos
- Premio Fipresci de la Crítica en el Festival Internacional de Cine de Moscú por Demonios en el jardín (1983).
- Premio David de Donatello de la Academia de Cine de Italia por Demonios en el jardín (1983).
- Premio Ondas a la mejor película por Cosas que dejé en La Habana (1997).
- Premio Nacional de Cinematografía (2005).
- Premio José Estrañi de la Asociación de la Prensa de Cantabria (2006).
- Premio Especial del Jurado en el Festival de Cine Español de Málaga por Todos estamos invitados (2008)
- Premio Herralde 2009 por La vida antes de marzo.[1]
- Medalla de Oro de la Academia de las Artes y las Ciencias Cinematográficas de España (2012).
- Medalla de Oro al mérito en las Bellas Artes (2012).[16]
- Premio UIMP a la Cinematografía (2014).
- Premio Beato de Liébana a la Cohesión Internacional (2018).[17]
- Placa en el paseo de la Torre de la Vega, en Torrelavega, Cantabria (2022).[18]

## Obras literarias
- La vida antes de marzo, Anagrama, 2009
- Gloria mía, Anagrama, 2012
- Cuando el frío llegue al corazón, Anagrama, 2013
- Participó en Nocturnario (2016), un libro colectivo con collages de Ángel Olgoso en el que 101 escritores hispanoamericanos aportaron un texto para acompañar cada una de las imágenes.[19]
- A los actores, Anagrama, 2017 (ensayo)
- El ojo del cielo, Anagrama, 2018
- Rodaje, Anagrama, 2021
- Oriente, Anagrama, 2023
- En busca de la escritura fílmica, edición de José Luis Sánchez Noriega, Cátedra, 2024 (ensayo)
- Vida y maravillas, Anagrama, 2024 (memorias)